# Liga Mexicana de Voleibol Feminino
A Liga Mexicana de Voleibol Feminino é a principal competição de clubes de voleibol feminino do México. Trata-se de uma das  ligas nacionais emergentes da América. 
O torneio é organizado pela Federação Mexicana de Voleibol (FMV) desde a temporada 2013/14. A equipe Tapatías é a atual campeã.

## História
A Liga Mexicana de Voleibol Feminino foi anunciada oficialmente durante o mês de outubro de 2013 por Jesús Perales Navarro, então presidente da Federação Mexicana de Voleibol. Como objetivo inicial, o campeonato serviria, por um lado, como arranque de preparação para os Jogos Centro-Americanos e do Caribe de Veracuz, e por outro, como a base de preparação da equipe nacional visando os Jogos Olímpicos de 2016.
A primeira edição foi conquistada pela equipe Cedrus Hidalgo após derrotar as Vaqueras de la Universidad Regional del Norte no Ginásio Olímpico Juan de la Barrera.  O bronze ficou com as Cocoteras de Colima, equipe da qual saiu a MVP, a central Lizbeth Sainz.
As seguintes edições foram dominadas pelo Tigres de la Universidad Autónoma de Nuevo León que obteve dois títulos em sequência. Foi apenas na edição de 2016/17 que a liga conheceu uma nova campeã, a recém-criada equipe Tapatías. As trigresas de Nuevo León retornaram ao topo na edição 2017/18, seguida mais uma vez pelas tapatianas, que conquistaram o seu segundo título em 2018/19 e o terceiro em 2019/20.

## Edição atual
| Equipe               | Cidade      | 2018/19 | Títulos | Tapatías Ireris Uruapan Borreguitas ITESM Vaqueras URN Cafeteras de Córdoba Virtus GuanajuatoLocalização das equipes participantes. |
| -------------------- | ----------- | ------- | ------- | --- |
| Tapatías             | Guadalajara | 1º      | 2       | Tapatías Ireris Uruapan Borreguitas ITESM Vaqueras URN Cafeteras de Córdoba Virtus GuanajuatoLocalização das equipes participantes. |
| Ireris Uruapan       | Uruapan     | 2º      | 0       | Tapatías Ireris Uruapan Borreguitas ITESM Vaqueras URN Cafeteras de Córdoba Virtus GuanajuatoLocalização das equipes participantes. |
| Borreguitas ITESM    | Chihuahua   | 3º      | 0       | Tapatías Ireris Uruapan Borreguitas ITESM Vaqueras URN Cafeteras de Córdoba Virtus GuanajuatoLocalização das equipes participantes. |
| Vaqueras URN         | Cuauhtémoc  | 5º      | 0       | Tapatías Ireris Uruapan Borreguitas ITESM Vaqueras URN Cafeteras de Córdoba Virtus GuanajuatoLocalização das equipes participantes. |
| Cafeteras de Córdoba | Córdova     | 7º      | 0       | Tapatías Ireris Uruapan Borreguitas ITESM Vaqueras URN Cafeteras de Córdoba Virtus GuanajuatoLocalização das equipes participantes. |
| Virtus               | León        | 8º      | 0       | Tapatías Ireris Uruapan Borreguitas ITESM Vaqueras URN Cafeteras de Córdoba Virtus GuanajuatoLocalização das equipes participantes. |

## Quadro de Medalhas

### Por equipe
| Equipe               | Campeão | Vice-campeão | Terceiro lugar |
| -------------------- | ------- | ------------ | -------------- |
| Tapatías             | 3       | 1            | 0              |
| Tigres UANL          | 3       | 0            | 0              |
| Cedrus Hidalgo       | 1       | 0            | 0              |
| Vaqueras URN         | 0       | 2            | 0              |
| Borreguitas ITESM    | 0       | 1            | 2              |
| Ireris Uruapan       | 0       | 1            | 1              |
| ICON Nuevo León      | 0       | 1            | 0              |
| Ferrocarrileras IMSS | 0       | 1            | 0              |
| Cafeteras de Córdoba | 0       | 0            | 2              |
| Cocoteras de Colima  | 0       | 0            | 1              |
| Aguilas UAS          | 0       | 0            | 1              |

### Por unidade federativa
| Equipe           | Campeão | Vice-campeão | Terceiro lugar |
| ---------------- | ------- | ------------ | -------------- |
| Nuevo León       | 3       | 1            | 0              |
| Jalisco          | 3       | 1            | 0              |
| Hidalgo          | 1       | 0            | 0              |
| Chihuahua        | 0       | 3            | 2              |
| Michoacan        | 0       | 1            | 1              |
| Cidade do México | 0       | 1            | 0              |
| Veracruz         | 0       | 0            | 2              |
| Colima           | 0       | 0            | 1              |
| Sinaloa          | 0       | 0            | 1              |